# Cutler River (Alaska)
Der Cutler River ist ein etwa 98 Kilometer langer linker Nebenfluss des Noatak River im Nordwesten des US-Bundesstaats Alaska. 

## Verlauf
Seine Quelle liegt in den Baird Mountains, einem Gebirgszug der Brookskette. Er fließt in nordwestlicher Richtung durch das Noatak National Preserve und mündet 72 Kilometer südwestlich des Howard Passes in den Noatak River, der über den Kotzebue-Sund zur Tschuktschensee, einem Randmeer des Arktischen Ozeans, fließt.

## Name
Das Dictionary of Alaska Place Names führt auch den Namen „Caribou River“ für den Fluss. In The Inupiaq Eskimo Nations of Northwest Alaska wird der Name „Anayuk“ verwendet.